# 山口慎弥
山口 慎弥（やまぐち しんや、1945年1月8日 - ）は、日本のアナウンサーである。NHK→TBSで活動した。「山口愼彌」または「山口慎彌」と表記する場合もある。

## 来歴・人物
神奈川県出身。神奈川県立横浜翠嵐高等学校第15回卒業生。東京大学文学部卒業。1967年にNHKへ入局。盛岡局→大阪局で勤務した。1973年6月にTBSへ中途採用で入社。主にスポーツ番組（ラグビーなど）の実況・キャスターとして活動した。
のちにアナウンス職から離れ編成職となる。その後経理局経理部へ異動し、経理局次長兼経理部長、経営企画局長、執行役員（2004年 - 2007年）を務めた。経営企画局長時代には、役員会議の司会を務めることもあった。その間、2004年には当時存在したテレビ制作部門子会社3社の合併にあたり新会社準備室長を務めた。
また、2003年6月30日（当時TBS経営企画局長）から2007年6月29日までの間、テレビネットの系列局であるテレビ山口で取締役を務めたほか、2007年までにはTBSグループのシンクタンクであるTBSメディア総合研究所の非常勤取締役も務めた。
2010年9月25日、母校横浜翠嵐高校が担当幹事のイベント『第5回 青春かながわ校歌祭』で総合司会を務めた。

## 出演番組
※すべてTBS時代のもの。
- スポーツ中継
  - プロ野球中継
    - TBSエキサイトナイター（ラジオ）
    - テレビ中継

  - ラグビー中継（テレビ）[16]
  - アイスホッケー中継[11]
  - 世界フィギュアスケート選手権大会中継（テレビ）[16]
- 日曜競馬メモリー（ラジオ。1977年）[14][13]
- 歌のビッグプレゼント（ラジオ。1977年）[14][13]
- JNNスポーツデスク（テレビ。1978年）[14][13]
- JNNニュースコープ（テレビ。1985年。スポーツ担当）[14][13][16]